# Solarolo
Solarolo är en ort och kommun i provinsen Ravenna i regionen Emilia-Romagna i Italien. Kommunen hade 4 480 invånare (2018).